# 1237 dans les croisades
Cette page regroupe les évènements concernant les Croisades qui sont survenus en 1237 :

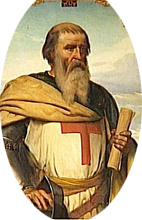
Jean de Brienne

- 27 mars : mort de Jean de Brienne, ancien roi de Jérusalem et empereur de Constantinople, considéré comme l'un des chevaliers les plus valeureux de son époque[1].
- 27 août : Mort d'Al-Ashraf, émir de Damas[2].